# Édouard Gregoir
Édouard Gregoir   (Turnhout, 7 de novembre de 1822 - Anvers, 26 de juny de 1890), nom complet, Édouard Georges Jacques Gregoir, fou un compositor i musicòleg belga. El seu germà Jacques Mathieu Joseph Gregoir també fou músic i compositor.
Després d'haver actuat algun temps com a concertista de piano, es consagrà completament a la composició i a la literatura musical, escrivint òperes (nou), escenes líriques, oratoris, la simfonia Les croisades, dues obertures de concert, peces per a piano, orgue i violí, cors i lieder, etc. Fou autor d'un Método d'orgue i d'una Teoria general de la música. Entre els seus molts treballs històrics i bibliogràfics, cal assenyalar com els més importants:
- Essai historique sur la musique et les musiciens dans les Pays-Bas (1861);
- Galerie biographique des artistes-musiciens belges du XVIIIE. et du XIXe. siècle (1862-85);
- Notice sur l'origine du célèbre compositeur Louis van Beethoven (1863);
- Les artistes musiciens neerlandais (1864);
- Histoire de l'orgue, suivie de la biographie des facteurs d'orgue et organistes neerlandais et belges (1865);
- Recherches historiques concertant les journaux de musique depuis les temps les plus réculés jusqu'd nos jours (1872);
- Notice biographique d'Adrien Willaert;
- Les artistes musiciens belges au XIXe. siècle;
- Notice biographique sur F.J. Bossé dit Gossec (1878).